# CallidusCloud
CallidusCloud è una società globale di software aziendale e SaaS con sede a Dublino, California. L'azienda è meglio conosciuta per le sue soluzioni basate su cloud per l'efficacia delle vendite, la gestione delle prestazioni di vendita e software-e-servizi (CPQ, CLM) di esecuzione delle vendite.

## Storia
Callidus Software Inc. è stata costituita nel Delaware il 6 settembre 1996 dai fondatori Andrew Swett e Scott Kitayama come azienda specializzata nella fornitura di sistemi applicativi EIM (Enterprise Incentive Management). Il finanziamento iniziale proveniva da Onset Ventures. Il primo assunto è stato l'ex capo architetto Greg Holmberg, seguito dall'ex presidente e amministratore delegato Reed D. Taussig.
Nel novembre 2003, la società è diventata pubblica sul mercato nazionale del Nasdaq con il simbolo di borsa CALD, raccogliendo $ 70 milioni.
Dopo aver acquisito Litmos nel giugno 2011, Callidus Cloud ha adottato il nome Litmos. Dopo essere stato acquisito da SAP nel 2019, il nome del prodotto è cambiato di nuovo in SAP Litmos.
Nel 2014, il fatturato totale è stato di $ 136,6 milioni, con un aumento di $ 24,3 milioni, o del 22%, dal 2013. Nel 2015, i ricavi totali sono aumentati del 27% a $ 173,1 milioni. Durante il 2015, l'azienda ha aggiunto 900 clienti per portare a 4.600 il numero totale di aziende che utilizzano uno o più dei suoi prodotti software.
Il 30 gennaio 2018, è stato annunciato che SAP ha acquisito CallidusCloud per $ 2,4 miliardi.

## Prodotti e servizi
CallidusCloud fornisce soluzioni Software as a Service (SaaS) per l'efficacia del marketing e delle vendite. Inoltre, offrono applicazioni per il monitoraggio dell'esperienza del cliente, la gamification delle vendite e la gestione dell'apprendimento, inclusa la creazione di contenuti.

## Partnership
Vi sono alcune categoria differenti di partnership: "CallidusCloud Global Alliance Partners" forniscono soluzioni integrate che completano i prodotti Calliduscloud; "System Integrators Partners" che forniscono alle aziende utenti un'ampia gamma di selezioni per supportare diverse metodologie di vendita e aumentare i ricavi; "Technology Partners" forniscono funzionalità che integrano le capacità del prodotto CallidusCloud. Queste società partner includono Adobe, Accenture, Canidium LLC, Deloitte, Lanshore LLC, NetSuite, OpenSymmetry, Oracle, Salesforce.com e SAP.